# 大橋功男
大橋 功男（おおはし いさお、1951年 - 2023年11月2日）は、日本の元アマチュア野球選手である。ポジションは投手。

## 来歴・人物
静岡市立安倍川中学校では野球部のエースとして活躍した。高校は静岡県立静岡高等学校に進学し、1969年の夏の甲子園県予選4回戦では伊東高を相手に、6四死球を与えるもノーヒットノーランを達成。決勝に進むが藤波行雄や松島英雄らがいた静岡商に敗退し、甲子園への出場は実現しなかった。同年のドラフト会議で東映フライヤーズから8位指名されたが入団を拒否。
早稲田大学に進学。東京六大学野球リーグでは1年下の矢野暢生とともに投の中心となり、1973年春季リーグで優勝。リーグ通算47試合登板、13勝11敗、防御率2.80、96奪三振。大学同期に楠城徹、鈴木治彦、鍛冶舎巧らがいる。
大学卒業後は日本石油に入社。主にリリーフとして起用され根本隆、土居正史らの先発陣を支える。1974年から2年連続で都市対抗に出場。1975年限りで引退。
1981年、「静岡クラブ」（後の静岡硬式野球倶楽部）の初代監督に就任。